# Allocnemis montana
Allocnemis montana – gatunek ważki z rodziny pióronogowatych (Platycnemididae). Występuje we wschodniej Afryce; stwierdzono go w Malawi i południowej Tanzanii.